# Gangs of Wasseypur
Gangs of Wasseypur (Originaltitel: Gangs of वासेपुर) ist ein zweiteiliger indischer Actionfilm von Anurag Kashyap.

## Handlung

### Erster Teil
In der Bergbaustadt Wasseypur gibt es zwei verfeindete Clans, die sich über drei Generationen hinweg bekriegen. Auf der einen Seite steht der Gangsterboss Sharif Qureshi, der die Region für sich beansprucht. Auf der anderen Seite steht Shahid Khan, ebenfalls Anführer einer Gangsterbande. Als Shahid anfängt, beladene Züge der britischen Kolonialherren zu überfallen und auszurauben, wird er für Sharif zum Dorn im Auge. Sharif verbannt Shahid daraufhin in den Nachbarort Dhanbad. Dort lebt Shahid von nun an mit seiner Frau und muss schwere Arbeiten in einer Kohlemine verrichten. Seine Frau stirbt bei der Geburt ihres Sohnes Sardar Khan. Einige Jahre vergehen, Indien erlangt im Jahr 1947 seine Unabhängigkeit von Großbritannien, und der Gangsterboss Ramadhir Singh eignet sich die Mine an, in der Shahid arbeitet. Singh ist ein junger Industrieller, der durch mafiöse Methoden und Beeinflussung von Gewerkschaften zu einem mächtigen Mann der Region aufstieg. In der Folge steigt Shahid zu einem brutalen Schläger in Singhs Gangsterbande auf. Als Singh beginnt, in Shahid eine Bedrohung für sich zu sehen, lässt er ihn ermorden. Shahids Sohn Sardar entgeht durch Hilfe des Verwandten Nasir Khan dem Anschlag und wächst zu einem Mann heran. Er schneidet sich eine Glatze und schwört sich, sich erst wieder die Haare wachsen zu lassen, wenn er den Mord seines Vaters gerächt hat und zum mächtigsten Mann Wasseypurs aufgestiegen ist.

### Zweiter Teil
Der zweite Teil knüpft an die Ereignisse des ersten an. Sardar ist Anführer eines Clans, der sich mit Ramadhirs Clan bekriegt. Seine Söhne Faizal und Danish sollen die Führung des Clans übernehmen, aber weil Faizal so schüchtern ist, glaubt niemand, dass er für diese Position geeignet ist. Zu allem Übel hat sich Faizals Bruder Danish in die Tochter eines verfeindeten Clan-Anhängers verliebt und heiratet sie gegen den Willen der eigenen Familie. Als Danish im Laufe der Machtkämpfe getötet wird, muss sich Faizal allein als Oberhaupt beweisen. Er nimmt Drogen und ist offensichtlich unzufrieden mit seiner Situation. Mit Hilfe des Geschäftsmannes Shamshad Alam schafft er es aber trotzdem, ein großes Gangstersyndikat mit weit verstrickten Beziehungen aufzubauen.

## Kritik
„Beeindruckende und aufwendig inszenierte Verbrecherchronik über Gier, Rache und blinde Wut“

## Hintergründe

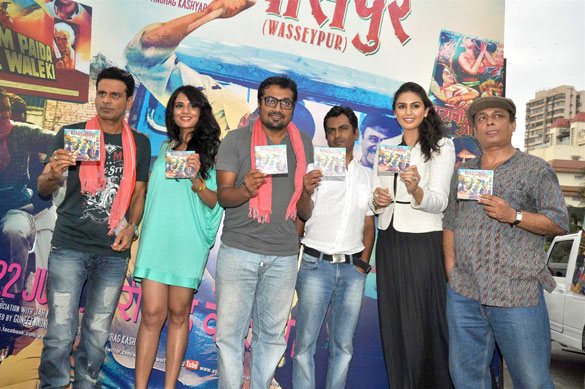
Von links nach rechts: Manoj Bajpai, Richa Chadda, Anurag Kashyap, Nawazuddin Siddiqui, Huma Qureshi, Piyush Mishra 2012

- Obwohl Gangs of Wasseypur zu den Bollywood-Filmen gerechnet wird, verzichtet dieser Film komplett auf musikalische Tanzeinlagen und auf andere typische Merkmale des südasiatischen Mainstreamkinos.
- Die Stadt Wasseypur liegt im indischen Bundesstaat Jharkhand und hat knapp über 200.000 Einwohner. Dieser Bundesstaat ist ein besonders wichtiges Kohleabbaugebiet in Indien.
- Anurag Kashyap filmte einige Verfolgungsjagden im Auto ohne Genehmigung auf völlig überfüllten Straßen und mit ahnungslosen Leuten.
- Huma Qureshi gab mit diesem Film ihr Debüt.

## Auszeichnungen

### Asia Pacific Screen Awards 2012
- Jury Grand Prize (Anurag Kashyap)

### Asia-Pacific Film Festival 2012
- Bester künstlerischer Regisseur (Wasiq Khan)

### Filmfare Awards 2013
- Bester Film (Anurag Kashyap)
- Beste Hauptdarstellerin (Richa Chadda)
- Bester Dialog (Anurag Kashyap, Zeishan Quadri, Sachin K. Ladia und Akhilesh Jaiswal)
- Beste Geschichte (Sham Kaushal)

### National Film Awards 2013
- Beste Re-recording Mixing
- Beste Tongestaltung
- Spezieller Jurypreis

### Times of India Film Awards 2013
- Critics Award für den besten Film (Anurag Kashyap)